# Lockout (Film)
Lockout (auch bekannt als MS One: Maximum Security) ist ein französischer Science-Fiction-Action-Film aus dem Jahr 2012.  Er entstand unter der Regie von James Mather und Stephen St. Leger, die gemeinsam mit Luc Besson das Drehbuch schrieben.

## Handlung
Im Jahr 2079 betreiben die Vereinigten Staaten von Amerika im Weltall, 80 Kilometer von der Erde entfernt, ein Hochsicherheitsgefängnis mit rund 500 Schwerverbrechern. Um Revolten, Gewalttätigkeiten und sexuellem Missbrauch unter den Gefangenen vorzubeugen, werden die Gefangenen in kleinen Kabinen in eine Art Dauerschlaf versetzt.
Ex-CIA-Agent Snow drohen 30 Jahre Haft, da ihm vorgeworfen wird, bei der Übergabe wertvoller Informationen seinen Freund und Kollegen Frank Armstrong erschossen und die Geheiminformationen gestohlen zu haben. Beim Verhör bestreitet Snow dies und behauptet, hereingelegt worden zu sein. Er steckt dem Agenten Shaw zu, dass sein Freund Mace im Besitz des Koffers mit den wertvollen Informationen sei.
Währenddessen stattet Emilie Warnock, die Tochter des US-Präsidenten, dem Hochsicherheitsgefängnis einen Besuch ab, da ihr zu Gehör kam, dass der Kälteschlaf mit gravierenden Nebenwirkungen verbunden sei. Dies will sie sich durch Interviews mit Insassen bestätigen lassen. Der erste Gefangene, der geistig kranke Hydell, wird aufgeweckt und stiehlt während des Interviews dem Bodyguard von Emilie eine Waffe, die dieser verbotenerweise in den Verhörraum geschmuggelt hat. Er überwältigt die Wachen und lässt die 497 Insassen der MS One aufwecken. Hydells älterer Bruder Alex übernimmt das Kommando und versucht, mit Hilfe der Geiseln, die Freilassung aller Gefangenen zu erwirken.
Nachdem eine Rettungsaktion des Sicherheitspersonals der MS One scheitert, da die Gefangenen nun auch die Verteidigungsanlagen kontrollieren, wird eine großangelegte Rettungsaktion von der Erde aus vom Secret Service als zu riskant abgelehnt. Agent Shaw schlägt vor, Snow ein Ultimatum zu stellen: Entweder er sitzt seine Haft im Gefängnis ab, oder er befreit die Tochter des Präsidenten und würde daraufhin begnadigt werden. Snow erfährt von Shaw, dass auch Mace sich auf der MS One befindet, und stimmt daraufhin der Befreiungsaktion zu.
Bevor Snow in die MS One eindringt, versucht Secret-Service-Chef Langral, mit Hilfe eines Vermittlers die Freilassung Emilies zu erwirken. Da die Gefangenen nicht wissen, dass Emilie die Tochter des Präsidenten ist, stimmt Alex der Freilassung zunächst zu. Hydell, der scharf auf Emilie ist, akzeptiert dies jedoch nicht und verletzt eine andere Geisel tödlich. Alex erschießt den Vermittler als Snow beim Eindringen in die Station beobachtet wird, wodurch die geplante Geiselübergabe scheitert.
Emilie kann gemeinsam mit ihrem Bodyguard fliehen. Sie schließen sich in einen Raum ein, doch der Sauerstoff darin wird immer knapper, so dass ihr Bodyguard sich erschießt, um ihr das Leben zu retten. Bevor die Gefangenen mit Hilfe der Raumschiff-Techniker die Tür zum Raum öffnen können, findet Snow die bewusstlose Emilie und reanimiert sie. Emilie weigert sich jedoch, ohne die anderen Geiseln auf die Erde zurückzukehren. Also schneidet und färbt Snow ihr die Haare und beide verkleiden sich als Gefangene, um sich unter diese zu mischen und zunächst Mace zu finden. Der leidet jedoch durch die Folgen des Kälteschlafs an Demenz und kann mit seinen wirren Aussagen keinen Hinweis auf den Aufenthaltsort des Koffers liefern. Er stirbt auf der weiteren Flucht und Snow bringt Emilie zu einer geheimen Rettungskapsel, die allerdings nur Platz für eine Person hat. 
Emilie weigert sich erneut, in Sicherheit gebracht zu werden, solange keine Rettung für die anderen Geiseln in Sicht ist. Schließlich fallen sie doch den Gefangenen in die Hände, wobei Snow verletzt wird. Emilie wurde inzwischen als Präsidententochter erkannt und wird in den Kommandoraum gebracht. Dort soll sie mit einem Anruf an den Präsidenten den Angriff und die Zerstörung der MS One abwenden. Doch sie fordert ihren Vater auf, das Raumschiff zu zerstören, da Hydell inzwischen alle Geiseln ermordet hat. Der Präsident weigert sich, den Angriff anzuordnen und seine Tochter dadurch zu gefährden. Daher enthebt Langral ihn vorübergehend seines Amtes und ordnet den Angriff an. Hydell tötet indes seinen Bruder, der ihn von weiteren Dummheiten abhalten wollte. Bevor er auch Emilie töten kann, wird er von Snow überwältigt. Dieser und Emilie schaffen es rechtzeitig, in Raumanzüge zu steigen und MS One zu verlassen, bevor die Station in Folge des Angriffs explodiert. Sie dringen in die Atmosphäre ein und landen mit Fallschirmen auf der Erde, wo sie von der Polizei aufgefunden werden.
Emilie findet heraus, dass Maces wenige Hinweise ein Code waren, der auf ein Schließfach hinweist. Snow übergibt den darin befindlichen Koffer an Shaw, der ihn öffnen kann, ohne dass Snow ihm die Zahlenkombination verraten hat. Dadurch verrät er sich als der gesuchte Maulwurf, der den Mord an Armstrong arrangiert und alles Weitere eingefädelt hat. Er wird verhaftet und Snow vereinbarungsgemäß freigelassen. In Armstrongs Feuerzeug, das dieser ihm kurz vor seinem Tod zugesteckt hatte, findet Snow eine SD-Karte mit den gesuchten Informationen. Schließlich geht er mit Emilie, die auf ihn gewartet hat, von dannen.

## Kritiken
Während Guy Pearce für sein Schauspiel gelobt wurde, konnte der Film selbst nur gemischte Kritiken einholen. Der Internetdienst Rotten Tomatoes ermittelte auf Basis von 140 Fachkritiken 37 % positive Wertungen.

„Lockout ist perfekte Actionkost, um das Hirn in den Leerlaufmodus zu schalten. Ein Film, der Spaß bereiten will und Spaß macht, ergo Popcornkino vom Feinsten mit einem grandiosen Guy Pearce.“

„Für die Mischung aus Die Klapperschlange und Stirb langsam im Weltraum fällt dem Duo zwar wenig Neues ein, aber es kann sich auf seinen Hauptdarsteller Guy Pearce verlassen. Der markiert mit Genuss die coole Sau und bereitet damit auch dem Zuschauer eine Menge Spaß, was darüber hinweghilft, dass Lockout vor allem visuell recht uneinheitlich geraten ist und zwischendurch richtig schlecht aussieht.“

## Veröffentlichung
Nach der Premiere auf dem Brussels International Fantastic Film Festival am 7. April 2012 lief der Film in den Vereinigten Staaten ab dem 13. April 2012, in Frankreich ab dem 18. April 2012 und in Deutschland ab dem 10. Mai 2012 in den Kinos. Bei einem Budget von ca. 20 Mio. US-Dollar spielte der Film an den Kinokassen weltweit ca. 32 Mio. US-Dollar ein.

## Synchronisation
Die deutsche Synchronisation entstand durch die Synchronfirma Scalamedia GmbH und der Regie von Marius Clarén.
| Schauspieler   | Rolle             | Synchronsprecher     |
| -------------- | ----------------- | -------------------- |
| Guy Pearce     | Snow              | Matti Klemm          |
| Maggie Grace   | Emilie Warnock    | Uschi Hugo           |
| Vincent Regan  | Alex              | Oliver Siebeck       |
| Jacky Ido      | Hock              | Tobias Kluckert      |
| Joseph Gilgun  | Hydell            | Asad Schwarz         |
| Peter Stormare | Langral           | Klaus-Dieter Klebsch |
| Tim Plester    | Mace              | Florian Halm         |
| Lennie James   | Shaw              | Peter Flechtner      |
| Peter Hudson   | Präsident Warnock | Frank-Otto Schenk    |

## Varia
Besson wurde 2016 als Plagiator verurteilt, da sich sein Film bei John Carpenters Film Die Klapperschlange bedient hatte.